# Guillaume le Roberger de Vausenville

Essai physico-géométrique, 1778

Alexandre-Henry-Guillaume le Roberger de Vausenville fue un astrónomo y matemático francés del siglo XVIII.

## Obras
- Consultation sur la quadrature définie du cercle (en francés). Paris: P. G. Simon. 1774.
- Essai physico-géométrique (en francés). Paris: François Gabriel Merigot, Laurent Charles Houry, Jacques Esprit, Jean Augustin Grange. 1778.